# Гайсанов, Рашид Яхьяевич
Раши́д Яхьяевич Гайса́нов (род. 17 сентября 1972, Гамурзиево, Чечено-Ингушская АССР) — российский государственный и политический деятель, председатель правительства Республики Ингушетия (с 13 ноября 2008 по 5 октября 2009), временный исполняющий обязанности Президента Республики Ингушетия (июль-август 2009). Женат, имеет пятерых детей.

## Биография
В 1993 году окончил финансово-экономический факультет Ростовского института народного хозяйства, после чего вернулся в Назрань, где до 1994 года работал ревизором ингушского отделения Сбербанка России.
С 1994 по 1998 годы работал заместителем председателя правления коммерческого банка «Эрзи».
В 1998 году начался быстрый карьерный рост Рашида Гайсанова — с должности заместителя начальника Ингушского банка СберБанка РФ (1998—1999), помощника члена Совета Федерации Федерального Собрания РФ президента Республики Ингушетия Руслана Аушева до помощника-советника президента Республики Ингушетия по экономическим вопросам.
2 декабря 1999 года был назначен на должность министра экономики Республики Ингушетия, став, таким образом, в возрасте 27 лет, самым молодым в России министром.
В 2003 году окончил Российскую академию государственной службы при президенте РФ.
В 2005—2006 годах — проректор Ингушского госуниверситета.
В 2006—2008 годах работал в аппарате полномочного представителя президента РФ в Южном федеральном округе, в 2008 году — заместитель директора, директор департамента инвестиционных программ и проектов ЮФО.
13 ноября 2008 года становится председателем правительства Республики Ингушетия.
С 6 марта 2009 года — секретарь Президиума ингушского регионального отделения партии «Единая Россия».
С 3 июля по 12 августа 2009 — временно исполняющий обязанности Главы Республики Ингушетия на время лечения Юнус-Бека Евкурова, вызванного покушением.
5 октября 2009 года Юнус-бек Евкуров отправил в отставку правительство Ингушетии. Отдельным указом Евкуров освободил от занимаемой должности председателя правительства Рашида Гайсанова.